# Hohentengen
Hohentengen település Németországban, azon belül Baden-Württembergben. Lakosainak száma 4343 fő (2023. december 31.).

## Népesség
A település népessége az elmúlt években az alábbi módon változott:
| Lakosok száma | 4058 | 4118 | 4155 | 4236 | 4335 | 4343 |
|               | 1975 | 2017 | 2019 | 2021 | 2022 | 2023 |